# The Theory of Everything
The Theory of Everything é o oitavo álbum do projeto musical holandês Ayreon, do multi-instrumentista Arjen Anthony Lucassen.
Como em quase todos os álbuns do projeto, The Theory of Everything é um álbum conceitual com vários personagens, cada qual interpretado por um vocalista. O álbum antecessor, 01011001, lançado há cinco anos, concluiu o enredo original do projeto, fazendo deste, portanto, o início de uma nova história. Contudo, enquanto os outros álbuns abordavam histórias em ambientes de ficção científica (exceto The Human Equation, que acontece dentro da mente humana), The Theory of Everythig se desenrola em um contexto realista.
Como em todos os álbuns anteriores, vários vocalistas e instrumentistas foram convidados para tocar no disco.O álbum é composto de quatro longas faixas divididas em vários segmentos,com cada faixa com mais de 20 minutos para um total de quase uma hora e meia de música. O número total de segmentos é 42,sendo este reconhecido pelo próprio Lucassen como uma referência direta à The Hitchhiker's Guide to the Galaxy sobre o número 42: a resposta para a pergunta fundamental sobre a vida,o universo e tudo mais.[carece de fontes?]

## Produção
Após o lançamento de 01011001, Arjen parou de trabalhar no Ayreon para se focar em outras atividades, especialmente porque alguns críticos teriam afirmado que o álbum não oferecia nada de novo.
Ele então lançou três álbuns: On This Perfect Day, o primeiro de seu então novo projeto Guilt Machine; Victims of the Modern Age, o segundo do Star One; e Lost in the New Real, o seu segundo solo.
Em 23 de agosto de 2012, Arjen postou em seu canal no YouTube que estava trabalhando em um novo projeto, que, em 9 de outubro foi revelado como um novo álbum do Ayreon, planejado para 2013.[carece de fontes?] Em 26 de março de 2013, Arjen anunciou o nome do novo disco: The Theory of Everything, que será duplo. Desde então, Arjen foi relevando aos poucos alguns dos músicos convidados para tocar no disco.
Durante as gravações, Arjen se feriu no cotovelo. De acordo com ele, o ferimento é sério e precisará de uma cirurgia, com 70/80% de chance de sucesso. Contudo, ele escolheu não ser operado imediatamente porque isso atrasaria o lançamento do disco, e prosseguiu com as gravações a despeito da dor.
Lucassen descreveu o álbum como "menos pesado e mais instrumental do que 01011001",citando os filmes Uma Mente Brilhante e Rain Man como inspirações para as letras.

## Lista de faixas
Todas as letras escritas por Arjen Anthony Lucassen e Lori Linstruth. 
| CD 1 | |         |  |
| N.º  | Título | Duração |  |
| 1.   | "Phase I: Singularity" - XI. The Theory of Everything Part 2" | 23:29   |  |
| 2.   | "Phase II: Symmetry" - XII. "The Conclusion" - XIII. "Diagnosis" - XIV. "The Argument 1" - XV. "The Rival's Dilemma" - XVI. "Surface Tension" - XVII. "A Reason to Live" - XVIII. "Potential" - XIX. "Quantum Chaos" - XX. "Dark Medicine" - XXI. "Alive!" - XXII. "The Prediction"" | 21:31   |  |

| CD 2 | |         |  |
| N.º  | Título | Duração |  |
| 1.   | "Phase III: Entanglement" - IX. "Fortune?"" | 22:34   |  |
| 2.   | "Phase IV: Unification" - X. "Mirror of Dreams" - XI. The Lighthouse - XII. "The Argument 2" - XIII. "The Parting" - XIV. "The Visitation" - XV. "The Breaktrough" - XVI. "The Note" - XVII. "The Uncertainty Principle" - XVIII. "Dark Energy" - XIX. "The Theory of Everything Part 3" - XX. "The Blackboard (Reprise)"" | 22:20   |  |

## Músicos
Vocalistas
- Marco Hietala (Nightwish, Tarot) como O Rival
- JB (Grand Magus) como O Professor
- Cristina Scabbia (Lacuna Coil) como A Mãe
- Michael Mills (Toehider) como O Pai
- Sara Squadrani (Ancient Bards) como A Garota
- Tommy Karevik (Kamelot, Seventh Wonder) como O Prodígio
- John Wetton (Asia, UK, ex-King Crimson, ex-Family, ex-Roxy Music) como O Psiquiatra

Instrumentistas
- Arjen Anthony Lucassen - guitarra, violão, baixo, teclados, piano, Órgão Hammond
- Steve Hackett (ex-Genesis) - solo de guitarra
- Keith Emerson (Emerson, Lake & Palmer) - solo de teclado
- Rick Wakeman (ex-Yes) - piano, teclados
- Jordan Rudess (Dream Theater, Liquid Tension Experiment, ex-Dixie Dregs) - solo de teclado
- Ben Mathot - violino
- Jeroen Goossens - flautas
- Troy Donockley (Nightwish) - Gaita de foles e tin whistle
- Maaike Peterse - violoncelo
- Michael Mills - Bouzouki israelense
- Ed Warby - bateria, percussão
- Siddharta Barnhoorn - orquestração